# Большой рай
Большой рай (англ. Big Eden) — американская романтическая комедийная драма 2000 года сценариста и режиссёра Томаса Безуки. В фильме показана история Генри Харта, художника из Нью-Йорка, который возвращается в родной город Биг-Иден в штате Монтана, чтобы заботиться о больном деде. Жители провинциального городка знают о гомосексуальной ориентации Харта, радушно принимают его и оказывают поддержку. За время, которое он проводит на родине, Харт пытается разобраться с чувствами к старому товарищу Дину Стюарту и не сразу замечает к себе чувства Пайка Декстера, застенчивого коренного американца, владеющего городским универсальным магазином.
Фильм был удостоен наград ряда ЛГБТ-кинофестивалей и выдвинут на премию GLAAD Media Awards в номинации «Лучший фильм ограниченного показа» в 2002 году. За исключением вступительной сцены, картина была полностью снята в штате Монтана.

## Сюжет
Нью-Йорк. Июнь 2000 года. Успешный художник Генри Харт готовится к персональной выставке. Ему звонит старая знакомая, Грейс Корнуэлл, воспитательница детского сада в Биг-Идене — родном городке Харта в штате Монтана, и сообщает о том, что дед художника, Сэм Харт, перенёс инсульт. Харт немедленно собирается в дорогу. Сэм — единственный родственник Генри. Художник игнорирует предупреждения своего агента, Мэри Бишоп, о вреде, который может причинить его карьере отсутствие на предстоящей персональной выставке, и вылетает из Нью-Йорка в Монтану.
Сэму становится лучше, однако старик всё ещё нуждается в посторонней помощи. Генри решает остаться с ним. Вернувшись в места, где он родился и вырос, Харт замечает, как мало здесь изменилось за время его отсутствия. Каждое воскресенье Генри сопровождает деда в церковь и невольно становится частью жизни провинциального городка. О нём снова сплетничают. Оказывается, что горожанам известно о гомосексуальной ориентации Харта, хотя об этом ни он, никто другой не говорит публично. Ещё больше ситуацию усложняет присутствие Дина Стюарта, бывшего школьного товарища Генри, романтическая связь с которым была прервана и осталась не завершённой. Дин недавно расстался с женой и вернулся в городок к родителям, вместе с сыновьями Беном и Эндрю. Случайная встреча мужчин пробуждает в Харте чувства, которые он держит в рамках обычной дружбы.
Тем временем, Корнуэлл создала систему поддержки для Генри и Сэма, в которую ею были вовлечены вдова Эстер Тайер, центр общественной жизни и сплетен в Биг-Идене, и Пайк Декстер, застенчивый коренной американец, владелец городского универсального магазина. Тайер соглашается ежедневно готовить для Сэма и Генри, а Пайк — привозить её стряпню в дом Хартов. Через несколько недель владелец универсального магазина замечает, что еда вдовы не нравится деду и внуку. Пайк выписывает кулинарные журналы, по которым учится готовить. Он обменивает стряпню вдовы на вкусные блюда собственного приготовления, но хранит это в тайне от Хартов и самой Тайер. По просьбе Генри, который решает снова писать картины, Пайк заказывает для него холсты и краски. Друзья Пайка, группа немолодых мужчин, постоянно ошивающихся в его магазинчике, который служит для них чем-то вроде клуба, замечают изменения в его поведении. Один из них, Джим Соэмс, спрашивает у него, что значат эти изменения. Пайк отвечает, что не знает. Соэмс понимает, что он влюблён в Харта-младшего, и больше не задаёт вопросов, за что Пайк благодарит его.
Тем временем, Тайер пытается знакомить Генри с местными женщинами, в числе которых его бывшая одноклассница, Анна Радолф, ныне мэр Биг-Идена и одинокая мать, воспитывающая дочь. После нескольких «светских встреч» вдова понимает, что Генри не интересуют женщины, и организовывает ему встречу с местными гомосексуальными мужчинами в «шахматном клубе», не оставляя попыток подобрать для него достойную партию.
Во время работы над пандусом для инвалидной коляски Харта-старшего, Дин сам начинает заигрывать с Генри. Он возит его на танцы и в горы. Стюарт всячески демонстрирует свои чувства и привязанность к Харту-младшему. Дин даже целует Генри в губы, свидетелями чего случайно становятся Сэм и Пайк. Однако после Дин признаётся Генри, что не сможет принять свои чувства к мужчине. Харт-младший снова предан, только на этот раз он выдерживает испытание стоически. Когда Пайк снова привозит им с дедом контейнеры с едой, Генри просит его разделить с ним ужин, потому что не хочет есть один. Пайк соглашается. Во время ужина он удивляет Генри знанием звёздного неба и рассказывает ему легенду коренных американцев о связи между людьми и звёздами. Между Пайком и Генри возникает симпатия. Об этом догадывается Дин и пытается вернуть к себе Генри, но теперь Харт-младший согласен видеть в Стюарте только друга. Дин расстроен. Плачущим за рулём автомобиля, Стюарта находит Радолф. Она жалеет его. Вскоре они становятся парой.
Время идёт. Состояние Сэма ухудшается. Однажды вечером Генри приходит к себе домой и находит там несчастного Пайка, который привёз им контейнеры с едой. Он сообщает ему о смерти деда. Весь Биг-Иден оплакивает смерть Сэма Харта. Он построил в городке каждый дом и был тесно связан почти со всеми его жителями. На похоронах Сэма Дин утешает Генри, а Пайк, наоборот, замыкается и не приходит на поминальную службу. Генри, который теперь остаётся совершенно один, понимает, что Пайк для него что-то значил, но не может простить ему отсутствие в минуту тяжёлого для себя испытания. Они не разговаривают друг с другом до того дня, когда Харт должен уехать в Нью-Йорк. В самый последний момент Пайк принимает свою любовь к Генри и пытается поймать его в аэропорту, но не успевает. Вернувшись домой, он видит грузовик Сэма перед своим магазином. Оказывается, что Генри не улетел и ждёт Пайка в окружении их друзей. Двое мужчин становятся счастливой парой.

## В ролях
| Актёр         | Роль                |
| ------------- | ------------------- |
| Арье Гросс    | Генри Харт          |
| Швейг, Эрик   | Пайк Декстер        |
| Тим Дикей     | Дин Стюарт          |
| Луиза Флетчер | Грейс Корнуэлл      |
| Коринн Борер  | Анна Радолф         |
| Джордж Коу    | Сэм Харт            |
| Нэн Мартин    | Эстер Тайер         |
| О’Нил Комптон | Джим Соэмс          |
| Кокс, Вэнни   | Мэри Маргарет Бишоп |

## Производство
Фильм, за исключением начальных сцен в Нью-Йорке, был снят в штате Монтана. Местом съёмок большей части картины стала территория Национального парка Глейшер и прилегающая к нему местность. Здание школы находится в Уэст-Глейшер. Дома Биг-Идена — здания на берегу озера Макдональд. Универсальный магазин Пайка — здание, расположенное в Суон-Лейк в штате Монтана.

## Критика
«Большой рай» получил смешанные и положительные отзывы критики. В настоящее время он имеет 65 % «свежего» рейтинга на сайте Rotten Tomatoes, составленного на основе 52 рецензий со средним рейтингом 5,92 из 10. По общему мнению, «фильм не реалистичен, но обладает всем очарованием и сладостью сказки». На сайте Metacritic, который использует среднее число критических отзывов, фильм имеет рейтинг 59 из 100, что является эквивалентом «смешанных или средних отзывов». Рейтинг фильма на IMDb в настоящее время стоит на уровне 7,1 из 10.
Журналист и критик Дэвид Эренштейн из «Нью Таймс Лос-Анджелес» написал, что в картине «присутствуют все элементы, которые нравятся зрителям: привлекательный герой, захватывающий сюжет, солидная группа поддерживающих игроков и большой насыщенный счастливый конец». Элизабет Вайцман из «Дэйли Ньюс Нью-Йорк» прокомментировала картину следующим образом: «Глаза режиссера Безуки такие же звёздные, как и небо Монтаны, и очень трудно устоять перед таким решительно утопическим видением любви». Карла Мейер из «Сан-Франциско Кроникл» написала: «Маловероятно, чтобы весь ковбойский город действительно аплодировал квир отношениям, но здесь показано прекрасное чувство в прекрасном фильме».

## Награды
Фильм участвовал в ряде независимых кинофестивалей и был выдвинут на премию GLAAD Media Awards в номинации «Лучший фильм ограниченного показа» в 2002 году. Картина была удостоена нескольких кинопремий.
- Кинофестиваль «Аутфест» (2000):

- Приз зрительских симпатий в номинации «Лучший сценарий»;
- Премия Большого жюри в номинации «Лучший актёр в художественном фильме» (Эрик Швейг).

- Кинофестиваль «Фреймлайн» (2000):

- Приз зрительских симпатий в номинации «Лучший полнометражный фильм».

- ЛГБТ-кинофестиваль в Сиэтле (2000):

- Приз зрительских симпатий в номинации «Лучший сюжет».

- Международный кинофестиваль в Кливленде[англ.] (2000):

- Главный приз в номинации «Лучший американский независимый полнометражный фильм»;
- Лучший фильм в номинации «Лучший фильм».

- Кинофестиваль во Флориде[англ.] (2001):

- Приз зрительских симпатий в номинации «Лучший художественный фильм».

- ЛГБТ-кинофестиваль в Майами (2001):

- Приз жюри в номинации «Лучший игровой фильм».

- Кинофестиваль «Инсайт Аут[англ.]» (2001):

- Приз зрительских симпатий в номинации «Лучший полнометражный фильм или видео».

## Музыка
В картине звучат как классические, так и современные песни в стиле кантри, но отсутствует коммерческий саундтрек. В фильме представлены следующие композиции:
- «Не позволяйте звездам сиять вам в глаза» (англ. Don't Let the Stars Get in Your Eyes) в исполнении Джорджа Джонса из альбома 1964 года «Гонка началась» (англ. The Race Is On) звукозаписывающей компании United Artists Records;
- «Тысяча миль из ниоткуда» (англ. A Thousand Miles from Nowhere) в исполнении Дуайта Йокама из альбома 1993 года «Реприза» (англ. Reprise) звукозаписывающей компании Warner Bros.;
- «Снова вместе» (англ. Together Again) в исполнении Бака Оуэнса из альбома 1964 года «Снова вместе[англ.]» (англ. Together Again) звукозаписывающей компании Capitol Records;
- «Добро пожаловать в мой мир[англ.]» (англ. Welcome to My World) в исполнении Джима Ривза, записанная в 1963 году звукозаписывающей компанией RCA Records;
- «Оптимистичный» (англ. Optimistic) в исполнении Скитер Дэвис, записанная в 1961 году звукозаписывающей компанией RCA Records;
- «Кое-что о том, что происходит, когда мы говорим» (англ. Something About What Happens When We Talk) в исполнении Люсинды Ульямс из альбома 1993 года «Сладкий старый мир» (англ. Sweet Old World);
- «Боль, разрывающая сердце» (англ. Aching, Breaking Heart) в исполнении Джорджа Джонса, записанная в 1962 году звукозаписывающей компанией Mercury Records;
- «Грустная деревенская песня» (англ. A Sad Country Song) в исполнении Дэвида Аллэна Ко[англ.], записанная в 1973 году звукозаписывающей компанией Epic Records;
- «Пожелания» (англ. Wishes) в исполнении Лари Уайт[англ.] из альбома 1994 года «Пожелания» (англ. Wishes) звукозаписывающей компании RCA Records;
- «Отправь сообщение моему сердцу» (англ. Send a Message to My Heart) в исполнении Дуайта Йокама и Патти Лавлес из альбома 1992 года «Реприза» (англ. Reprise) звукозаписывающей компании Warner Bros..

В фильме также звучат две композиции группы «Земля железных дорог». Актриса Луиза Флетчер исполняет песню «Возьми меня на руки и держи меня» (англ. Take Me in Your Arms and Hold Me), которая первоначально была записана Эдди Арнольдом в 1949 году. В эпизоде прощания с Сэмом Хартом она также исполняет современную траурную балладу «Задержись в блаженном покое» (англ. Linger in Blissful Repose). Музыка к фильму была написана Джозефом Конланом.